# Douglas (ur. kwiecień 1990)
Douglas, właśc. Douglas Silva Bacelar (ur. 4 kwietnia 1990 w São Paulo) – brazylijski piłkarz grający na pozycji centralnego obrońcy.

## Kariera piłkarska
Douglas jest wychowankiem brazylijskiego zespołu EC Juventude. W kwietniu 2010 roku przeszedł do América Natal. Ale już w lipcu 2010 przeniósł się do CR Vasco da Gama, występującym w Série A (najwyższy poziom rozgrywkowy w Brazylii). 31 stycznia 2013 podpisał 5-letni kontrakt z ukraińskim klubem Dnipro Dniepropetrowsk. 9 czerwca 2016 anulował kontrakt z Dniprem.

## Sukcesy i odznaczenia

### Sukcesy klubowe
- zdobywca Pucharu Brazylii: 2011
- wicemistrz Brazylii: 2011